# Angela Bailey
Pour les articles homonymes, voir Bailey.
Angela Bailey, née le 28 février 1962 à Coventry, en Angleterre et morte le 31 juillet 2021, est une athlète canadienne.

## Palmarès

### Jeux olympiques d'été
- Jeux olympiques d'été de 1984 à Los Angeles (États-Unis)
  - 6e sur 100 m
  -  Médaille d'argent en relais 4 × 100 m

### Jeux du Commonwealth
- Jeux du Commonwealth de 1978 à Edmonton (Canada)
  - éliminée en demi-finale sur 100 m
  - éliminée en série sur 200 m
  -  Médaille d'argent en relais 4 × 100 m
- Jeux du Commonwealth de 1982 à Brisbane (Australie)
  - 4e sur 100 m
  - 8e sur 200 m
  -  Médaille d'argent en relais 4 × 100 m
- Jeux du Commonwealth de 1986 à Édimbourg (Royaume-Uni)
  - 4e sur 100 m
  - non-partante en série sur 200 m
  -  Médaille d'argent en relais 4 × 100 m

## Records
- 1987 : Record national sur 100 m en 10 s 98, à Budapest (Hongrie)